# ماوريسيو سالازار
ماوريسيو سالازار (بالإسبانية: Mauricio Salazar)‏ (21 سبتمبر 1979 في تشيلي - ) هو مدرب كرة قدم ولاعب كرة قدم تشيلي في مركز الهجوم. لعب مع هواتشيباتو ولاسيرينا.

## وصلات خارجية
- ماوريسيو سالازار على موقع قاعدة بيانات كرة القدم.إي يو (الإنجليزية)
- ماوريسيو سالازار على موقع Soccerway.com (الإنجليزية)
- ماوريسيو سالازار على موقع AS.com (الإسبانية)